# 28331 Dianebérard
28331 Dianebérard è un asteroide della fascia principale. Scoperto nel 1999, presenta un'orbita caratterizzata da un semiasse maggiore pari a 3,0475613 au e da un'eccentricità di 0,0971618, inclinata di 7,85677° rispetto all'eclittica.